# Araguatins
Araguatins is een gemeente in de Braziliaanse deelstaat Tocantins. De gemeente telt 26.771 inwoners (schatting 2009).
De gemeente grenst aan Augustinópolis, Buriti do Tocantins, Esperantina, São Bento do Tocantins, Palestina do Pará en Brejo Grande do Araguaia.

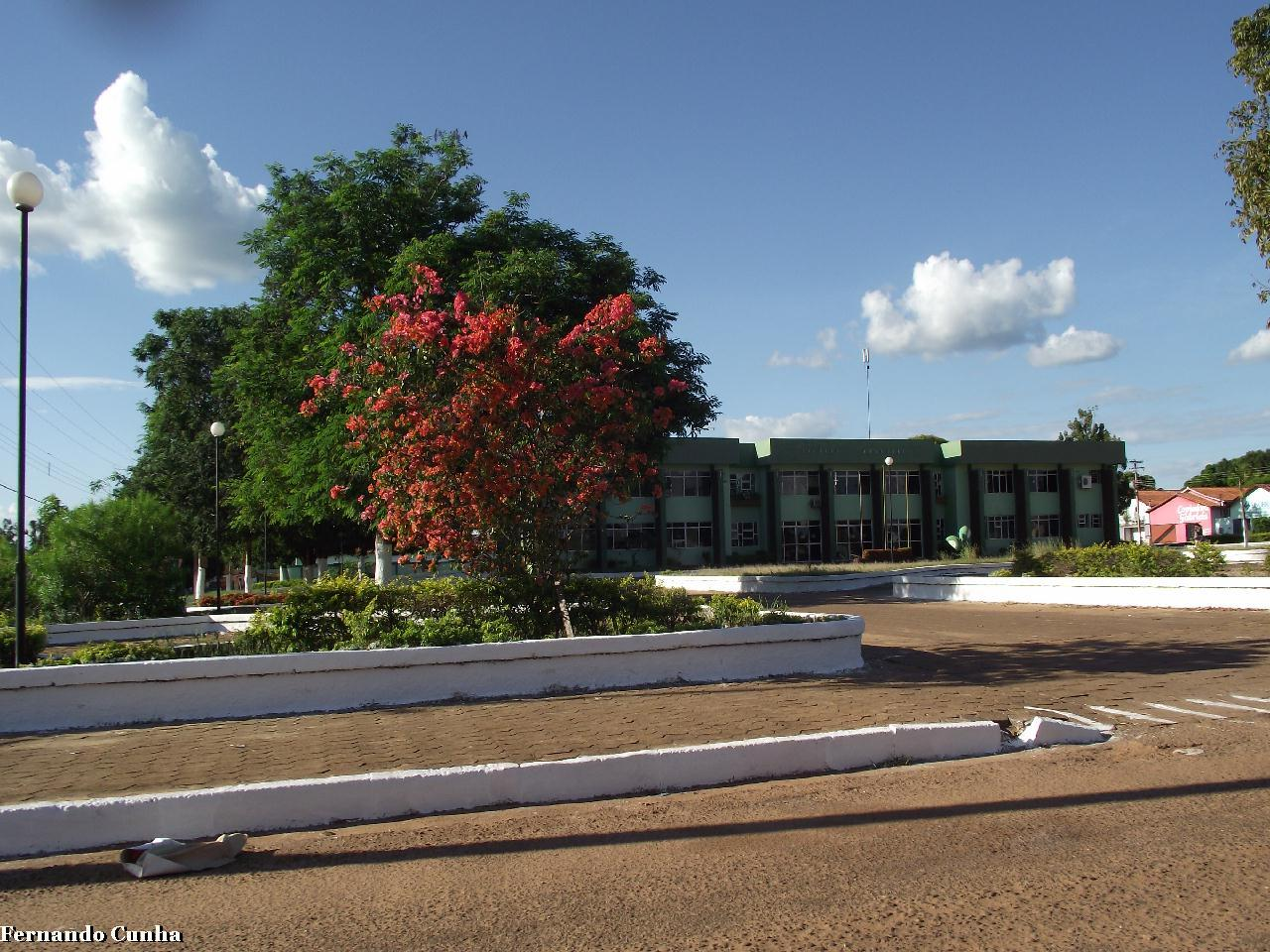
Araguatins